# Eldece Clarke-Lewis
Eldece Clarke-Lewis (née le 13 janvier 1965) est une athlète bahaméenne spécialiste du 100 mètres.

## Carrière

### Palmarès
| Date | Compétition                                      | Lieu        | Résultat | Épreuve   | Performance |
| ---- | ------------------------------------------------ | ----------- | -------- | --------- | ----------- |
| 1984 | Jeux olympiques d'été                            | Los Angeles | 5e       | 4 × 100 m | 44 s 18     |
| 1994 | Jeux du Commonwealth                             | Victoria    | 5e       | 4 × 100 m | 44 s 89     |
| 1995 | Championnats d'Amérique centrale et des Caraïbes | Guatemala   | 2e       | 100 m     | 11 s 35     |
| 1995 | Championnats d'Amérique centrale et des Caraïbes | Guatemala   | 2e       | 200 m     | 23 s 04     |
| 1995 | Championnats du monde                            | Göteborg    | 4e       | 4 × 100 m | 43 s 14     |
| 1996 | Jeux olympiques d'été                            | Atlanta     | 2e       | 4 × 100 m | 42 s 14     |
| 1997 | Championnats du monde                            | Athènes     | 6e       | 4 × 100 m | 42 s 77     |
| 1999 | Championnats du monde                            | Séville     | 1re      | 4 × 100 m |             |
| 2000 | Jeux olympiques d'été                            | Sydney      | 1re      | 4 × 100 m | 41 s 95     |

### Records
| Épreuve    | Performance | Lieu           | Date          |
| ---------- | ----------- | -------------- | ------------- |
| 100 mètres | 10 s 96     | Fort-de-France | 29 avril 2000 |
| 200 mètres | 22 s 86     | Nuremberg      | 25 juin 2000  |